# 毛枝翼核果
毛枝翼核果（学名：Ventilago calyculata var. trichoclada）为鼠李科冀核果属下的一个变种。

## 扩展阅读
- 維基物種上的相關：毛枝翼核果